# Blades of Steel
Blades of Steel est un jeu vidéo de hockey sur glace publié par Konami sur borne d'arcade en 1987, et sortie sur la Nintendo Entertainment System et le Commodore 64 en  1988 et adapté en 1991 sur Game Boy, DOS et Amiga. Toutes les équipes utilisent des noms fictifs mais basée sur de véritables villes canadiennes et américaines, et partagent les couleurs du monde réel. Le jeu est connu pour son action rapide du hockey et en particulier pour les combats. Il s'agit d'un jeu à un ou deux joueurs. Lorsque vous jouez contre l'ordinateur, il y a trois niveaux de difficulté au choix : Junior, College, et Pro (Pro étant le plus difficile et le plus facile étant Junior). Chaque équipe se compose de trois ailiers, deux défenseurs et un gardien de but.
La version NES a été re-publié sur la Console virtuelle de Nintendo le 21 décembre 2007.

## Système de jeu
Au début du jeu, les joueurs peuvent choisir soit "Exhibition" ou "Tournament". Une partie "Exhibition" n'est qu'une partie joué contre l'ordinateur ou un autre joueur. Une partie "Tournament" est similaire aux séries éliminatoires de la LNH. Pour commencer, le joueur affronte les autres équipes dans un tournoi semblable aux séries éliminatoires. L'équipe qui vainc toutes les équipes adverse gagne la Coupe Konami.
Les batailles dans le jeu arrivent chaque fois que deux joueurs se bousculent trois fois d'affilée sans heurter un autre joueur. La lutte apparaît à l'écran et les joueurs prennent le contrôle de leurs joueurs. Le perdant reçoit une pénalité et est envoyé au banc de pénalité (le gagnant n'est pas sanctionné). Si une lutte a lieu à proximité d'un des filets, l'arbitre peut rompre le combat et appeler un tir de pénalité.
Au cours du deuxième entracte, on voit apparaitre à l'écran soit un jeu vidéo auquel le joueur 1 pourra jouer, soit une publicité de Konami mettant en vedette un ours tirant la rondelle dans un filet surplombé des mots "Nice Shot!" Le jeu vidéo est modélisé à partir d'un vieux jeu d'arcade, Gradius, dans lequel un petit vaisseau spatial essaie de détruire un plus grand vaisseau.
Si le score est nul à la fin du jeu, un tir de fusillade (semblable à un lancer de punition) est utilisé pour déterminer le vainqueur. Chaque équipe reçoit cinq lancers. L'équipe ayant marqué le plus de buts après cinq coups est le gagnant. Si, après cela, le jeu est encore à égalité, chaque équipe continue à avoir encore un lancer jusqu'à ce qu'un gagnant soit déterminé.

## Équipes
Il y a un total de huit équipes, quatre pour le Canada et quatre aux États-Unis. Les quatre villes canadiennes sont Toronto, Vancouver, Montréal et Edmonton. Les quatre équipes américaines sont New York, Chicago, Los Angeles et Minnesota. Chaque équipe a un chandail de couleur différente, mais certaines couleurs sont très semblables de sorte qu'il est difficile de les distinguer.

## Échantillonnage vocal
Ce jeu possède également un échantillonnage de voix distinct, ce qui était rare à l'époque dans les jeux NES. Plus particulièrement, la voix dit "Blades of Steel" pendant le début du jeu, "FACEOFF!" avant chaque mise au jeu, "FIGHT!" lorsqu'une bagarre éclate, "With the pass..." après une passe réussie, "Hit The Puck", "Icing", et "aaahhh" crié par le joueur perdant un combat.
La version arcade, possédant un meilleur logiciel pour la voix et plus de mémoire disponible, offrait une plus grande variété d'effets sonores et de commentaires.